# Aypate
Aypate es un sitio arqueológico perteneciente a la cultura inca ubicado en Perú. Está situado en el distrito de Ayabaca y del mismo nombre en la Región Piura.

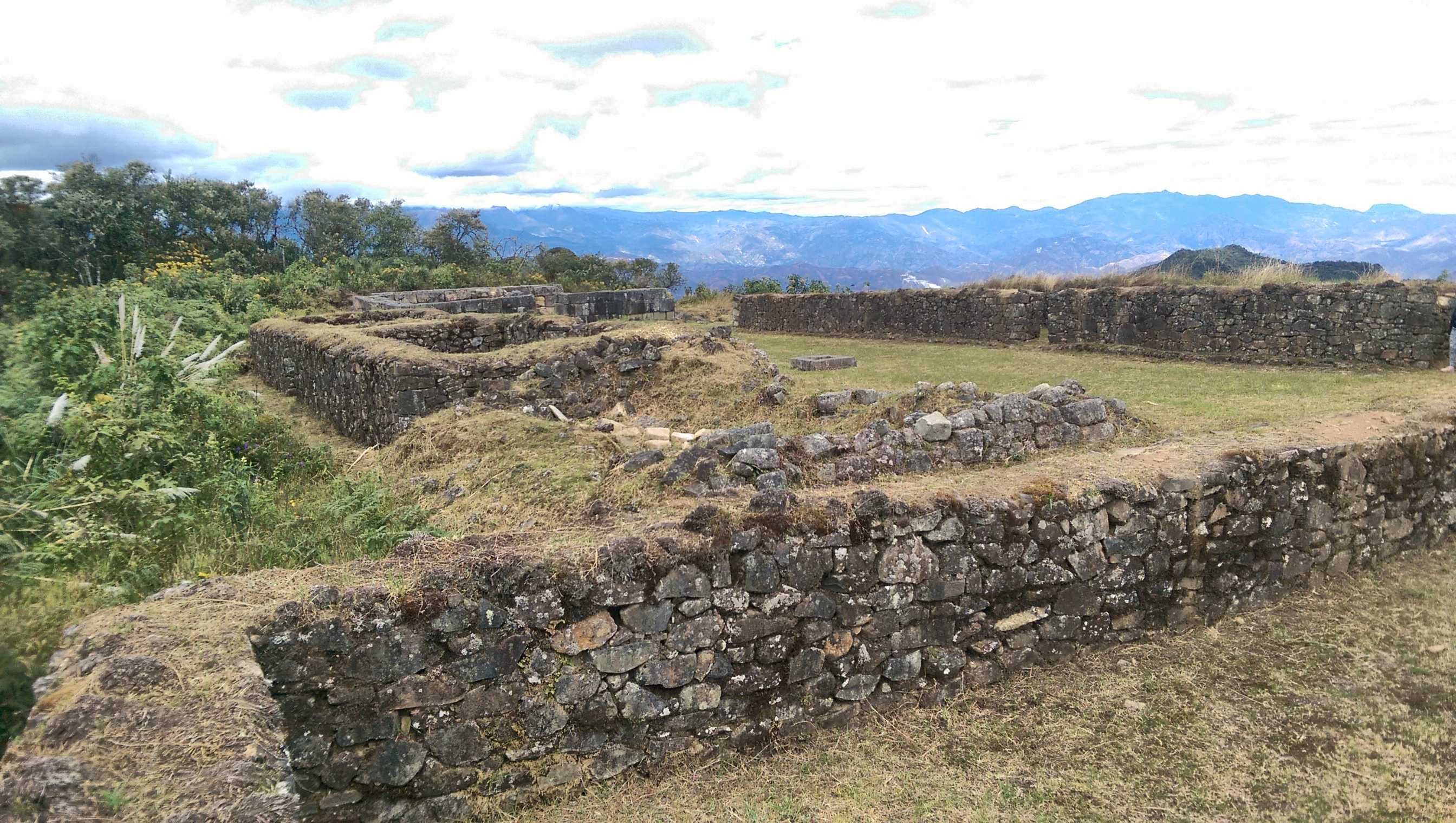
Acllawasi de Aypate

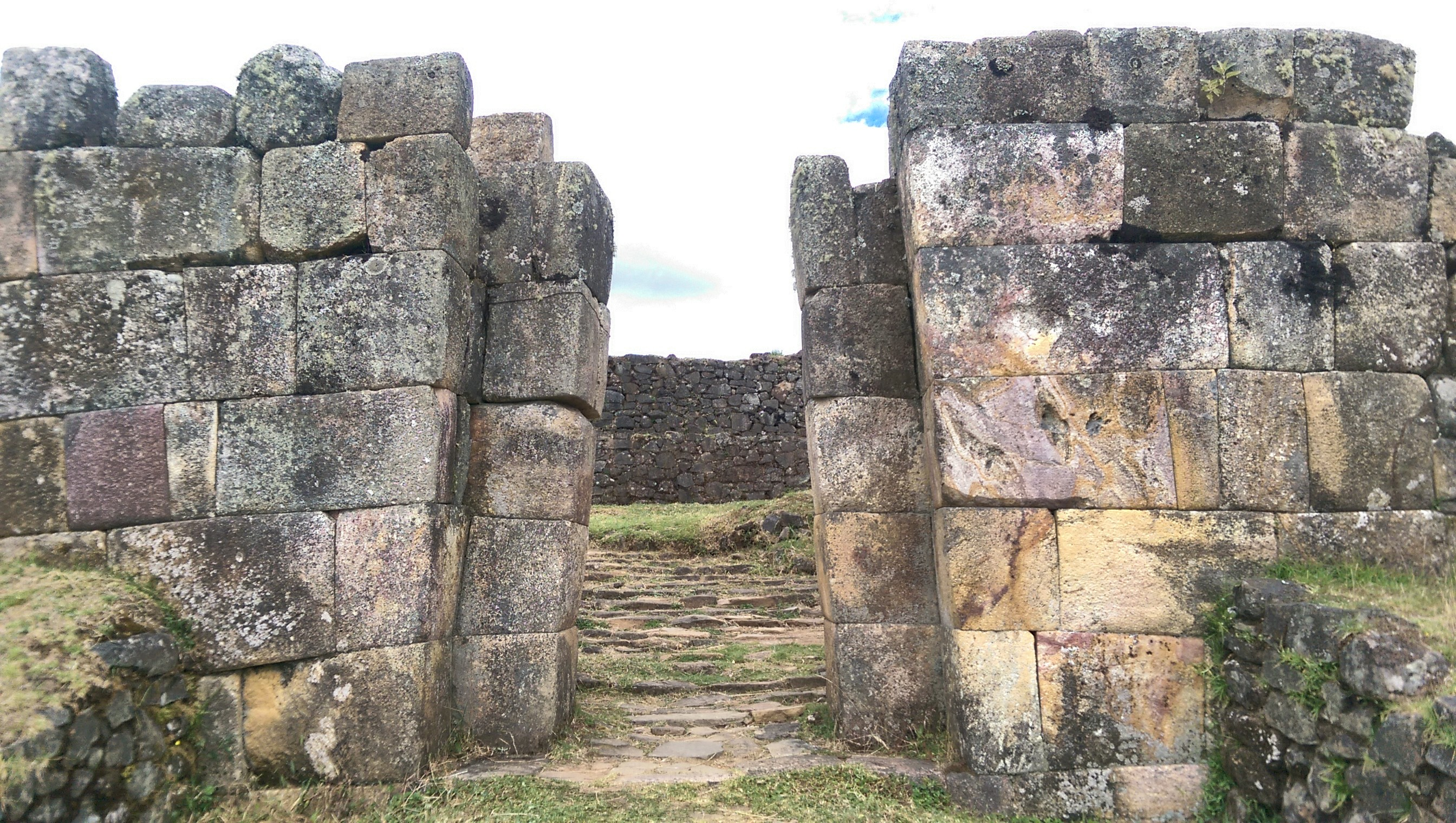
Portada de Acllawasi, Aypate

Posiblemente Aypate sería fue un centro administrativo y único vestigio inca encontrado en la región Piura. Forma parte del Camino Inca.
Las estructuras del sitio fueron construido con piedras. Está distribuido de forma dispersa en un radio de 2 km. El conjunto está constituido por una concentración de construcciones principales y áreas periféricas.
El primero está compuesto por una terrazza de 500 m  de largo y 300 m de ancho. Alrededor de él se distribuyen los edificios.
Al sudeste se encuentra los recintos asociados a dos plazas de uso posiblemente administrativo.
Al este albergaría un centro ceremonial con forma tronco piramidal (Pirámide de la Luna).
El área periférica se ubican construcciones domésticas y centros de acopio, además de edificios de control y accesos principales.
Aypate ha sido declarado Capital arqueológica del departamento de Piura por el Instituto Nacional de Cultura mediante R.D. Nº 042-96/INC-DP el 26 de mayo de 1996. También, mediante el Acuerdo Nº 042-2003-GRP-CR del Gobierno Regional Piura ha sido declarado Santuario histórico regional y Capital arqueológica de la región Piura.
El sitio arqueológico está en estado vulnerable ante la temporada de lluvias y la sobrecarga de los visitantes.
En la parte oeste se extiende un bosque de neblina principalmente de las especies Hedyosmum sp., Miconia sp., Vallea sp. y Podocarpus sp. y bosque secundario de especies como Myrcianthes sp. y Chionanthus pubescens. Además se ha reportado 67 especies de aves entre amenazadas y endémicas.

## Ubicación
Está ubicado a 30 km de la ciudad de Ayabaca y una altitud de 2916 m s. n. m. Está situada sobre el cerro que da el mismo nombre del sitio arqueológico.